# Tour de France 2008/Fahrerfeld
Folgende Fahrer und Mannschaften nahmen an der Tour de France 2008 teil:
Die deutschen, österreichischen und schweizerischen Fahrer sind fett markiert.
Legende:
- Suspendierung: Ausschluss durch eigenes Team
- Ausschluss: Ausschluss durch die Rennleitung vor Rennbeginn
- Disqualifikation: Ausschluss durch die Rennleitung nach Rennbeginn
- : Etappensieger
- : Gelbes Trikot für den Gesamtführenden
- : Grünes Trikot für den Führenden in der Punktewertung
- : Gepunktetes Trikot für den Führenden in der Bergwertung
- : Weißes Trikot für den Führenden in der Wertung der unter 25-jährigen
- : Rote Rückennummer für den kämpferischsten Fahrer des Vortages
- : Gelbe Rückennummer für das in der Mannschaftswertung führende Team

## Überblick Teilnehmer
| Nr.    | Land                   | Teilnehmer | Ziel in Paris erreicht |
| ------ | ---------------------- | ---------- | ---------------------- |
| 01     | Frankreich             | 40         | 30                     |
| 02     | Spanien                | 30         | 20                     |
| 03     | Italien                | 21         | 14                     |
| 04     | Deutschland            | 16         | 15                     |
| 05     | Belgien                | 12         | 11                     |
| 06     | Niederlande            | 10         | 10                     |
| 07     | Australien             | 09         | 07                     |
| 08     | Russland               | 04         | 03                     |
| 09     | Schweiz                | 04         | 04                     |
| 10     | Vereinigte Staaten     | 04         | 04                     |
| 11     | Kolumbien              | 03         | 02                     |
| 12     | Luxemburg              | 03         | 03                     |
| 13     | Norwegen               | 02         | 02                     |
| 14     | Österreich             | 02         | 02                     |
| 15     | Schweden               | 02         | 01                     |
| 16     | Südafrika              | 02         | 02                     |
| 17     | Ukraine                | 02         | 02                     |
| 18     | Belarus                | 02         | 02                     |
| 19     | Vereinigtes Königreich | 02         | 01                     |
| 20     | Brasilien              | 01         | 01                     |
| 21     | Dänemark               | 01         | 01                     |
| 22     | Kanada                 | 01         | 01                     |
| 23     | Kasachstan             | 01         | 01                     |
| 24     | Kenia                  | 01         | 01                     |
| 25     | Neuseeland             | 01         | 01                     |
| 26     | Polen                  | 01         | 01                     |
| 27     | Slowakei               | 01         | 01                     |
| 28     | Slowenien              | 01         | 01                     |
| 29     | Tschechien             | 01         | 01                     |
| Gesamt | Gesamt                 | 180        | 145                    |

## Silence-Lotto(Belgien)
Sportlicher Leiter: Herman Frison
| Nr. | Name                | Nationalität | Anmerkungen                                   |
| --- | ------------------- | ------------ | --------------------------------------------- |
| 1   | Cadel Evans         | Australien   | : 11. – 15. Etappe; Zweiter der Gesamtwertung |
| 2   | Mario Aerts         | Belgien      | 31. der Gesamtwertung                         |
| 3   | Christophe Brandt   | Belgien      | Aufgabe während der 19. Etappe                |
| 4   | Dario Cioni         | Italien      | 83. der Gesamtwertung                         |
| 5   | Leif Hoste          | Belgien      | 124. der Gesamtwertung                        |
| 6   | Robbie McEwen       | Australien   | 122. der Gesamtwertung                        |
| 7   | Jaroslaw Popowytsch | Ukraine      | 24. der Gesamtwertung                         |
| 8   | Johan Vansummeren   | Belgien      | 87. der Gesamtwertung                         |
| 9   | Wim Vansevenant     | Belgien      | 145. der Gesamtwertung                        |
|     |                     |              |                                               |

## Team CSC-Saxo Bank(Dänemark)
Sportlicher Leiter: Kim Andersen
| Nr. | Name              | Nationalität | Anmerkungen                                                                 |
| --- | ----------------- | ------------ | --------------------------------------------------------------------------- |
| 11  | Carlos Sastre     | Spanien      | : 17. Etappe; : 18. – 21. Etappe; Sieger der Gesamtwertung                  |
| 12  | Kurt Asle Arvesen | Norwegen     | : 11. Etappe; 57. der Gesamtwertung                                         |
| 13  | Fabian Cancellara | Schweiz      | 65. der Gesamtwertung                                                       |
| 14  | Wolodymyr Hustow  | Ukraine      | 46. der Gesamtwertung                                                       |
| 15  | Stuart O’Grady    | Australien   | 109. der Gesamtwertung                                                      |
| 16  | Andy Schleck      | Luxemburg    | : 10., 17. – 21. Etappe; Sieger der Nachwuchswertung; 12. der Gesamtwertung |
| 17  | Fränk Schleck     | Luxemburg    | : 16. & 17. Etappe; Sechster der Gesamtwertung                              |
| 18  | Nicki Sørensen    | Dänemark     | 118. der Gesamtwertung                                                      |
| 19  | Jens Voigt        | Deutschland  | 37. der Gesamtwertung                                                       |
|     |                   |              | : 8. – 10., 12. – 21. Etappe; Sieger der Teamwertung                        |

## Euskaltel-Euskadi(Spanien)
Sportlicher Leiter: Gorka Gerrikago
| Nr. | Name            | Nationalität | Anmerkungen                         |
| --- | --------------- | ------------ | ----------------------------------- |
| 21  | Haimar Zubeldia | Spanien      | 45. der Gesamtwertung               |
| 22  | Mikel Astarloza | Spanien      | 16. der Gesamtwertung               |
| 23  | Iñaki Isasi     | Spanien      | 104. der Gesamtwertung              |
| 24  | Egoi Martínez   | Spanien      | : 16. Etappe; 50. der Gesamtwertung |
| 25  | Juan José Oroz  | Spanien      | 103. der Gesamtwertung              |
| 26  | Rubén Pérez     | Spanien      | 91. der Gesamtwertung               |
| 27  | Samuel Sánchez  | Spanien      | Siebenter der Gesamtwertung         |
| 28  | Amets Txurruka  | Spanien      | 52. der Gesamtwertung               |
| 29  | Gorka Verdugo   | Spanien      | 73. der Gesamtwertung               |
|     |                 |              |                                     |

## Caisse d’Epargne(Spanien)
Sportlicher Leiter: José Luis Jaimerena
| Nr. | Name                       | Nationalität | Anmerkungen                                                           |
| --- | -------------------------- | ------------ | --------------------------------------------------------------------- |
| 31  | Alejandro Valverde         | Spanien      | : 1. Etappe; : 2. & 3. Etappe; : 2. Etappe; Neunter der Gesamtwertung |
| 32  | David Arroyo               | Spanien      | 30. der Gesamtwertung                                                 |
| 33  | Arnaud Coyot               | Frankreich   | 115. der Gesamtwertung                                                |
| 34  | José Vicente García Acosta | Spanien      | 141. der Gesamtwertung                                                |
| 35  | José Iván Gutiérrez        | Spanien      | : 15. Etappe; 56. der Gesamtwertung                                   |
| 36  | David López                | Spanien      | 51. der Gesamtwertung                                                 |
| 37  | Óscar Pereiro              | Spanien      | Aufgabe während der 15. Etappe (Sturz)                                |
| 38  | Nicolas Portal             | Frankreich   | 66. der Gesamtwertung                                                 |
| 39  | Luis León Sánchez          | Spanien      | : 7. Etappe; : 8. Etappe; 62. der Gesamtwertung                       |
|     |                            |              | : 2. & 3. Etappe                                                      |

## Team Columbia(USA)
Sportlicher Leiter: Brian Holm
| Nr. | Name              | Nationalität           | Anmerkungen                                                                 |
| --- | ----------------- | ---------------------- | --------------------------------------------------------------------------- |
| 41  | Kim Kirchen       | Luxemburg              | : 7. – 10. Etappe; : 3. – 5., 7., 8. & 10. Etappe; Achter der Gesamtwertung |
| 42  | Marcus Burghardt  | Deutschland            | : 18. Etappe; : 19. Etappe; 120. der Gesamtwertung                          |
| 43  | Mark Cavendish    | Vereinigtes Königreich | : 5., 8., 12. & 13. Etappe; Aufgabe vor dem Start der 15. Etappe            |
| 44  | Gerald Ciolek     | Deutschland            | 106. der Gesamtwertung                                                      |
| 45  | Bernhard Eisel    | Österreich             | 144. der Gesamtwertung                                                      |
| 46  | Adam Hansen       | Australien             | 108. der Gesamtwertung                                                      |
| 47  | George Hincapie   | Vereinigte Staaten     | 35. der Gesamtwertung                                                       |
| 48  | Thomas Lövkvist   | Schweden               | : 5. – 9. Etappe; 41. der Gesamtwertung                                     |
| 49  | Kanstanzin Siuzou | Belarus                | 17. der Gesamtwertung                                                       |
|     |                   |                        |                                                                             |

## Team Barloworld(Großbritannien)
Sportlicher Leiter: Valerio Tebaldi
| Nr. | Name                 | Nationalität           | Anmerkungen                                                 |
| --- | -------------------- | ---------------------- | ----------------------------------------------------------- |
| 51  | Mauricio Soler       | Kolumbien              | Aufgabe während der 5. Etappe, Sturz (Handgelenkverletzung) |
| 52  | John-Lee Augustyn    | Südafrika              | 48. der Gesamtwertung                                       |
| 53  | Félix Cárdenas       | Kolumbien              | Aufgabe während der 11. Etappe                              |
| 54  | Giampaolo Cheula     | Italien                | 88. der Gesamtwertung                                       |
| 55  | Baden Cooke          | Australien             | Aufgabe während der 12. Etappe (Sturz)                      |
| 56  | Moisés Dueñas        | Spanien                | Suspendierung vor der 11. Etappe (A-Probe positiv auf EPO)  |
| 57  | Chris Froome         | Vereinigtes Königreich | 84. der Gesamtwertung                                       |
| 58  | Robert Hunter        | Südafrika              | 107. der Gesamtwertung                                      |
| 59  | Paolo Longo Borghini | Italien                | Aufgabe während der 11. Etappe (Sturz)                      |
|     |                      |                        |                                                             |

## Liquigas(Italien)
Sportlicher Leiter: Stefano Zanatta
| Nr. | Name                  | Nationalität | Anmerkungen                                                                             |
| --- | --------------------- | ------------ | --------------------------------------------------------------------------------------- |
| 61  | Filippo Pozzato       | Italien      | 67. der Gesamtwertung                                                                   |
| 62  | Manuel Beltrán        | Spanien      | Suspendierung vor dem Start der 8. Etappe nach Dopingverdacht (A-Probe positiv auf EPO) |
| 63  | Francesco Chicchi     | Italien      | Disqualifikation nach der 16. Etappe, Überschreitung des Zeitlimits                     |
| 64  | Murilo Fischer        | Brasilien    | 76. der Gesamtwertung                                                                   |
| 65  | Roman Kreuziger       | Tschechien   | 13. der Gesamtwertung                                                                   |
| 66  | Aljaksandr Kuschynski | Belarus      | 128. der Gesamtwertung                                                                  |
| 67  | Vincenzo Nibali       | Italien      | : 13. – 16. Etappe; 20. der Gesamtwertung                                               |
| 68  | Manuel Quinziato      | Italien      | 130. der Gesamtwertung                                                                  |
| 69  | Frederik Willems      | Belgien      | 113. der Gesamtwertung                                                                  |
|     |                       |              |                                                                                         |

## Lampre-Fondital(Italien)
Sportlicher Leiter: Maurizio Piovani
| Nr. | Name              | Nationalität | Anmerkungen                                                         |
| --- | ----------------- | ------------ | ------------------------------------------------------------------- |
| 71  | Damiano Cunego    | Italien      | Aufgabe vor dem Start der 19. Etappe (Sturzverletzungen vom Vortag) |
| 72  | Alessandro Ballan | Italien      | 94. der Gesamtwertung                                               |
| 73  | Matteo Bono       | Italien      | 117. der Gesamtwertung                                              |
| 74  | Marzio Bruseghin  | Italien      | 27. der Gesamtwertung                                               |
| 75  | Marco Marzano     | Italien      | 92. der Gesamtwertung                                               |
| 76  | Massimiliano Mori | Italien      | 140. der Gesamtwertung                                              |
| 77  | Daniele Righi     | Italien      | 127. der Gesamtwertung                                              |
| 78  | Sylwester Szmyd   | Polen        | 26. der Gesamtwertung                                               |
| 79  | Paolo Tiralongo   | Italien      | 49. der Gesamtwertung                                               |
|     |                   |              |                                                                     |

## Crédit Agricole(Frankreich)
Sportlicher Leiter: Serge Beucherie
| Nr. | Name                 | Nationalität | Anmerkungen                                     |
| --- | -------------------- | ------------ | ----------------------------------------------- |
| 81  | Thor Hushovd         | Norwegen     | : 2. Etappe; : 6. Etappe; 99. der Gesamtwertung |
| 82  | William Bonnet       | Frankreich   | 102. der Gesamtwertung                          |
| 83  | Alexander Botscharow | Russland     | 18. der Gesamtwertung                           |
| 84  | Jimmy Engoulvent     | Frankreich   | 138. der Gesamtwertung                          |
| 85  | Dmitri Fofonow       | Kasachstan   | 19. der Gesamtwertung                           |
| 86  | Simon Gerrans        | Australien   | : 15. Etappe; 79. der Gesamtwertung             |
| 87  | Christophe Le Mével  | Frankreich   | 40. der Gesamtwertung                           |
| 88  | Rémi Pauriol         | Frankreich   | 80. der Gesamtwertung                           |
| 89  | Mark Renshaw         | Australien   | Aufgabe während der 15. Etappe                  |
|     |                      |              |                                                 |

## Quick Step-Innergetic(Belgien)
Sportlicher Leiter: Wilfried Peeters
| Nr. | Name                | Nationalität | Anmerkungen                               |
| --- | ------------------- | ------------ | ----------------------------------------- |
| 91  | Stijn Devolder      | Belgien      | Aufgabe während der 15. Etappe            |
| 92  | Carlos Barredo      | Spanien      | 89. der Gesamtwertung                     |
| 93  | Matteo Carrara      | Italien      | 36. der Gesamtwertung                     |
| 94  | Steven de Jongh     | Niederlande  | 125. der Gesamtwertung                    |
| 95  | Mauro Facci         | Italien      | Aufgabe während der 7. Etappe (Krankheit) |
| 96  | Sébastien Rosseler  | Belgien      | 98. der Gesamtwertung                     |
| 97  | Gert Steegmans      | Belgien      | : 21. Etappe; 111. der Gesamtwertung      |
| 98  | Matteo Tosatto      | Italien      | 96. der Gesamtwertung                     |
| 99  | Jurgen Van De Walle | Belgien      | 78. der Gesamtwertung                     |
|     |                     |              |                                           |

## ag2r La Mondiale(Frankreich)
Sportlicher Leiter: Vincent Lavenu
| Nr. | Name              | Nationalität | Anmerkungen                         |
| --- | ----------------- | ------------ | ----------------------------------- |
| 101 | Cyril Dessel      | Frankreich   | : 16. Etappe; 28. der Gesamtwertung |
| 102 | José Luis Arrieta | Spanien      | 72. der Gesamtwertung               |
| 103 | Hubert Dupont     | Frankreich   | 55. der Gesamtwertung               |
| 104 | Wladimir Jefimkin | Russland     | 11. der Gesamtwertung               |
| 105 | Martin Elmiger    | Schweiz      | 71. der Gesamtwertung               |
| 106 | John Gadret       | Frankreich   | Aufgabe während der 7. Etappe       |
| 107 | Stéphane Goubert  | Frankreich   | 21. der Gesamtwertung               |
| 108 | Christophe Riblon | Frankreich   | 137. der Gesamtwertung              |
| 109 | Tadej Valjavec    | Slowenien    | Zehnter der Gesamtwertung           |
|     |                   |              |                                     |

## Team Gerolsteiner(Deutschland)
Sportlicher Leiter: Hans-Michael Holczer
| Nr. | Name              | Nationalität | Anmerkungen                                                              |
| --- | ----------------- | ------------ | ------------------------------------------------------------------------ |
| 111 | Stefan Schumacher | Deutschland  | : 4. & 20. Etappe; : 5. & 6. Etappe; : 17. Etappe; 25. der Gesamtwertung |
| 112 | Robert Förster    | Deutschland  | 116. der Gesamtwertung                                                   |
| 113 | Markus Fothen     | Deutschland  | 33. der Gesamtwertung                                                    |
| 114 | Heinrich Haussler | Deutschland  | 126. der Gesamtwertung                                                   |
| 115 | Bernhard Kohl     | Österreich   | : 16. – 21. Etappe; Sieger der Bergwertung; Dritter der Gesamtwertung    |
| 116 | Sven Krauß        | Deutschland  | 143. der Gesamtwertung                                                   |
| 117 | Sebastian Lang    | Deutschland  | : 13. – 15. Etappe; : 10. Etappe; 75. der Gesamtwertung                  |
| 118 | Ronny Scholz      | Deutschland  | 93. der Gesamtwertung                                                    |
| 119 | Fabian Wegmann    | Deutschland  | Disqualifikation nach der 19. Etappe, Überschreitung des Zeitlimits      |
|     |                   |              |                                                                          |

## Agritubel(Frankreich)
Sportlicher Leiter: Denis Leproux
| Nr. | Name              | Nationalität | Anmerkungen                                                                                   |
| --- | ----------------- | ------------ | --------------------------------------------------------------------------------------------- |
| 121 | Christophe Moreau | Frankreich   | Aufgabe während der 7. Etappe (Rückenschmerzen)                                               |
| 122 | Freddy Bichot     | Frankreich   | 135. der Gesamtwertung                                                                        |
| 123 | Jimmy Casper      | Frankreich   | Disqualifikation nach der 17. Etappe, Überschreitung des Zeitlimits                           |
| 124 | Romain Feillu     | Frankreich   | : 4. Etappe; : 4. Etappe; Disqualifikation nach der 19. Etappe, Überschreitung des Zeitlimits |
| 125 | Eduardo Gonzalo   | Spanien      | 39. der Gesamtwertung                                                                         |
| 126 | Nicolas Jalabert  | Frankreich   | Aufgabe während der 14. Etappe, Sturz in der Verpflegungszone                                 |
| 127 | David Le Lay      | Frankreich   | 81. der Gesamtwertung                                                                         |
| 128 | Geoffroy Lequatre | Frankreich   | 85. der Gesamtwertung                                                                         |
| 129 | Nicolas Vogondy   | Frankreich   | : 6. & 21. Etappe; 64. der Gesamtwertung                                                      |
|     |                   |              |                                                                                               |

## Rabobank(Niederlande)
Sportlicher Leiter: Erik Breukink
| Nr. | Name                | Nationalität | Anmerkungen                                                                           |
| --- | ------------------- | ------------ | ------------------------------------------------------------------------------------- |
| 131 | Denis Menschow      | Russland     | Vierter der Gesamtwertung                                                             |
| 132 | Juan Antonio Flecha | Spanien      | Disqualifikation nach der 19. Etappe, Überschreitung des Zeitlimits                   |
| 133 | Óscar Freire        | Spanien      | : 14. Etappe; : 9., 11. – 21. Etappe; Sieger der Sprintwertung; 70. der Gesamtwertung |
| 134 | Sebastian Langeveld | Niederlande  | 131. der Gesamtwertung                                                                |
| 135 | Koos Moerenhout     | Niederlande  | 34. der Gesamtwertung                                                                 |
| 136 | Joost Posthuma      | Niederlande  | 69. der Gesamtwertung                                                                 |
| 137 | Bram Tankink        | Niederlande  | 60. der Gesamtwertung                                                                 |
| 138 | Laurens ten Dam     | Niederlande  | 22. der Gesamtwertung                                                                 |
| 139 | Pieter Weening      | Niederlande  | 63. der Gesamtwertung                                                                 |
|     |                     |              |                                                                                       |

## Bouygues Télécom(Frankreich)
Sportlicher Leiter: Jean-François Rodriguez
| Nr. | Name             | Nationalität | Anmerkungen                             |
| --- | ---------------- | ------------ | --------------------------------------- |
| 141 | Pierrick Fédrigo | Frankreich   | 32. der Gesamtwertung                   |
| 142 | Stef Clement     | Niederlande  | 90. der Gesamtwertung                   |
| 143 | Xavier Florencio | Spanien      | 101. der Gesamtwertung                  |
| 144 | Laurent Lefèvre  | Frankreich   | : 9. Etappe; 86. der Gesamtwertung      |
| 145 | Jérôme Pineau    | Frankreich   | 38. der Gesamtwertung                   |
| 146 | Matthieu Sprick  | Frankreich   | 142. der Gesamtwertung                  |
| 147 | Juri Trofimow    | Russland     | Aufgabe während der 10. Etappe          |
| 148 | Johann Tschopp   | Schweiz      | 54. der Gesamtwertung                   |
| 149 | Thomas Voeckler  | Frankreich   | : 2. – 6. Etappe; 97. der Gesamtwertung |
|     |                  |              |                                         |

## Team Milram(Deutschland)
Sportlicher Leiter: Vittorio Algeri
| Nr. | Name            | Nationalität | Anmerkungen                          |
| --- | --------------- | ------------ | ------------------------------------ |
| 151 | Erik Zabel      | Deutschland  | 43. der Gesamtwertung                |
| 152 | Ralf Grabsch    | Deutschland  | 123. der Gesamtwertung               |
| 153 | Christian Knees | Deutschland  | 29. der Gesamtwertung                |
| 154 | Brett Lancaster | Australien   | 129. der Gesamtwertung               |
| 155 | Martin Müller   | Deutschland  | 105. der Gesamtwertung               |
| 156 | Björn Schröder  | Deutschland  | 100. der Gesamtwertung               |
| 157 | Niki Terpstra   | Niederlande  | : 14. Etappe; 136. der Gesamtwertung |
| 158 | Peter Velits    | Slowakei     | : 18. Etappe; 58. der Gesamtwertung  |
| 159 | Marco Velo      | Italien      | 44. der Gesamtwertung                |
|     |                 |              |                                      |

## Française des Jeux(Frankreich)
Sportlicher Leiter: Marc Madiot
| Nr. | Name               | Nationalität | Anmerkungen                                                                         |
| --- | ------------------ | ------------ | ----------------------------------------------------------------------------------- |
| 161 | Sandy Casar        | Frankreich   | 14. der Gesamtwertung                                                               |
| 162 | Sébastien Chavanel | Frankreich   | Aufgabe während der 16. Etappe                                                      |
| 163 | Rémy Di Gregorio   | Frankreich   | : 11. Etappe; 59. der Gesamtwertung                                                 |
| 164 | Arnaud Gérard      | Frankreich   | : 13. Etappe; 132. der Gesamtwertung                                                |
| 165 | Philippe Gilbert   | Belgien      | 112. der Gesamtwertung                                                              |
| 166 | Lilian Jégou       | Frankreich   | : 2. Etappe; Aufgabe während der 7. Etappe (Zusammenstoß mit Baum, Handgelenkbruch) |
| 167 | Yoann Le Boulanger | Frankreich   | 74. der Gesamtwertung                                                               |
| 168 | Jérémy Roy         | Frankreich   | 121. der Gesamtwertung                                                              |
| 169 | Benoît Vaugrenard  | Frankreich   | 82. der Gesamtwertung                                                               |
|     |                    |              |                                                                                     |

## Saunier Duval-Scott(Spanien)
Sportlicher Leiter: Joxean Fernandez
| Nr. | Name               | Nationalität | Anmerkungen |
| --- | ------------------ | ------------ | --- |
| 171 | Riccardo Riccò     | Italien      | : 6. & 9. Etappe; : 11. Etappe; : 2., 3., 11. Etappe, Suspendierung vor 12. Etappe nach Dopingverdacht (A-Probe positiv auf EPO getestet) |
| 172 | Rubens Bertogliati | Schweiz      | Aufgabe vor dem Start der 12. Etappe |
| 173 | Juan José Cobo     | Spanien      | Aufgabe vor dem Start der 12. Etappe |
| 174 | David de la Fuente | Spanien      | : 8. – 10. Etappe; Aufgabe vor dem Start der 12. Etappe                                                                                   |
| 175 | Jesús Del Nero     | Spanien      | Aufgabe vor dem Start der 12. Etappe |
| 176 | Ángel Gómez        | Spanien      | Aufgabe während der 3. Etappe, Sturz |
| 177 | Josep Jufré        | Spanien      | Aufgabe vor dem Start der 12. Etappe |
| 178 | Aurélien Passeron  | Frankreich   | Nicht zur 6. Etappe angetreten (Sturzfolgen der 5. Etappe, Kollision mit Zuschauer)                                                       |
| 179 | Leonardo Piepoli   | Italien      | : 10. Etappe; Aufgabe vor dem Start der 12. Etappe                                                                                        |
|     |                    |              | : 11. Etappe |

Nachdem Riccardo Riccò EPO-Doping nachgewiesen wurde, trat das Team nicht mehr zur 12. Etappe an.

## Équipe Cofidis(Frankreich)
Sportlicher Leiter: Francis van Londersele
| Nr. | Name                  | Nationalität | Anmerkungen |
| --- | --------------------- | ------------ | --- |
| 181 | Sylvain Chavanel      | Frankreich   | : 19. Etappe; : 7. Etappe; : 3., 7. & 20. Etappe; Sieger in der Wertung des kämpferischsten Fahrers; 61. der Gesamtwertung |
| 182 | Stéphane Augé         | Frankreich   | 139. der Gesamtwertung |
| 183 | Florent Brard         | Frankreich   | 119. der Gesamtwertung |
| 184 | Hervé Duclos-Lassalle | Frankreich   | Aufgabe während der 1. Etappe, Bruch des linken Handgelenks nach Sturz in der Verpflegungszone                             |
| 185 | Samuel Dumoulin       | Frankreich   | : 3. Etappe; 114. der Gesamtwertung                                                                                        |
| 186 | Leonardo Duque        | Kolumbien    | 53. der Gesamtwertung |
| 187 | Amaël Moinard         | Frankreich   | : 12. Etappe; 15. der Gesamtwertung                                                                                        |
| 188 | David Moncoutié       | Frankreich   | 42. der Gesamtwertung |
| 189 | Maxime Monfort        | Belgien      | 23. der Gesamtwertung |
|     |                       |              | |

## Garmin-Chipotle(USA)
Sportlicher Leiter: Matthew White
| Nr. | Name                  | Nationalität           | Anmerkungen                                                        |
| --- | --------------------- | ---------------------- | ------------------------------------------------------------------ |
| 191 | Christian Vande Velde | Vereinigte Staaten     | Fünfter der Gesamtwertung                                          |
| 192 | Magnus Bäckstedt      | Schweden               | Disqualifikation nach der 7. Etappe, Überschreitung des Zeitlimits |
| 193 | Julian Dean           | Neuseeland             | 110. der Gesamtwertung                                             |
| 194 | William Frischkorn    | Vereinigte Staaten     | : 4. Etappe; 133. der Gesamtwertung                                |
| 195 | Ryder Hesjedal        | Kanada                 | 47. der Gesamtwertung                                              |
| 196 | Trent Lowe            | Australien             | 77. der Gesamtwertung                                              |
| 197 | Martijn Maaskant      | Niederlande            | 134. der Gesamtwertung                                             |
| 198 | David Millar          | Vereinigtes Königreich | 68. der Gesamtwertung                                              |
| 199 | Danny Pate            | Vereinigte Staaten     | 95. der Gesamtwertung                                              |
|     |                       |                        | : 4. – 7. Etappe                                                   |